# Flygarvingar i USA:s flygvapen

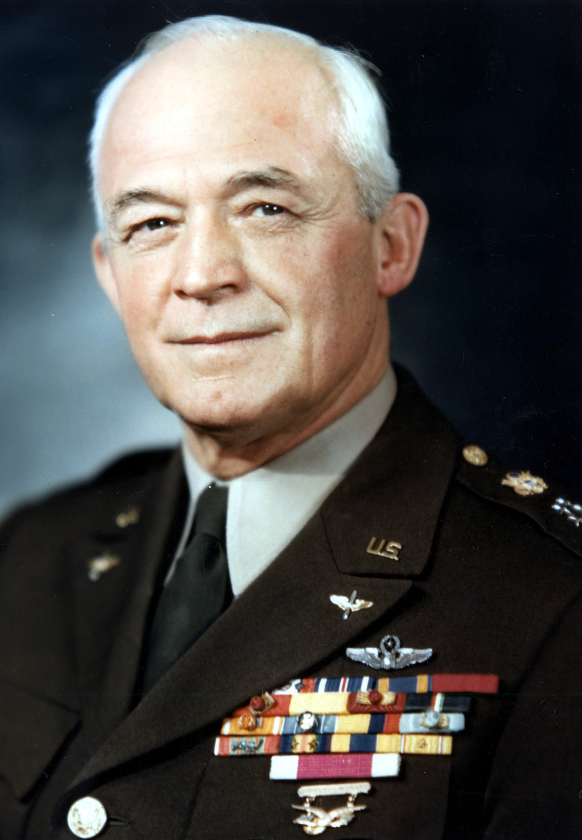
General Henry H. Arnold bärande både den äldsta varianten (under släpspännen) och den, av honom själv designade, silverfärgade varianten av flygarvingar.

Flygarvingar finns i USA:s flygvapen för att särskilja personer i olika former av flygtjänst från all annan uniformerad personal.
Från 1913 började ett särskilt märke tilldelas piloter i det som då var aeronautiska avdelningen i arméns signalkår, relativt få av dessa utdelades. I augusti 1917 införde flygarpionjären Henry H. Arnold ett silverfärgat märke med två vingar som varit ungefär detsamma sedan dess. År 1942, i det som då var USA:s arméflygkår, infördes tre nivåer av samma märke, beroende på tjänstgöringstid och antalet flygtimmar.
Sedan flygvapnet bildades 1947 är det enbart officerare som tillåts att tjänstgöra som piloter ombord på flygplan. Från 2016 har dock möjligheten öppnats för underbefäl och underofficerare att flyga obemannade luftfarkoster (även kända som drönare), och i deras utbildning ingår att soloflyga enmotoriga propellerflygplan.

## Olika vingar

### Pilotvingar
| Benämning     | Grundläggande krav | Flygtimmar               | Alternativt                                                                                          |
| ------------- | --- | ------------------------ | --- |
| Pilot         | - Examen från flygvapnets pilotutbildning, eller - Examen från annan amerikansk flygutbildning på uppdrag för flygvapnet, eller - Examen från annan amerikansk flygutbildning jämbördig med flygvapnets, eller - Examen från helikopterutbildning utförd av annan amerikansk försvarsgren | –                        | – |
| Senior Pilot  | - 7 års tjänstgöring som pilot, samt - Föregående nivå, samt | 2000 antal timmar, eller | 1300 timmar (olika kombinationer som instruktör och utvärderare)                                     |
| Command Pilot | - 15 års tjänstgöring som pilot, samt - Föregående nivå, samt | 3000 antal timmar, eller | - 2300 timmar egenflygning och som instruktör, eller - 144 månader av Operational Flying Duty (OFDA) |

### Andra varianter
Dessa ges även de i tre nivåer:

Astronaut (utlånad till Nasa som pilot)
Flygbesättning
Flygbesättning (officer)
Flygläkare
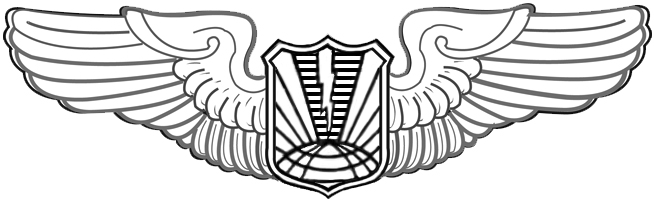
Förare av obemannad luftfarkost
Luftburen stridsledare
Navigatör
Sjuksköterska i flygtjänst